# 久治県
久治県（きゅうじ-けん、チクティル・ゾン、gcig sgril rdzong）は中華人民共和国青海省ゴロク・チベット族自治州に位置する県。

## 行政区画
- 鎮:智青松多鎮
- 郷:門堂郷、哇賽郷、索乎日麻郷、白玉郷、哇爾依郷

## 交通

### 道路
- 高速道路
  - 徳馬高速道路